# Người tôi để ý không phải con trai
Người tôi để ý không phải con trai (Nhật: 気になってる人が男じゃなかった Hepburn: Ki ni Natteru Hito ga Otoko Janakatta), được viết tắt là KiniOto hoặc TGSWIIWAGAA và được biết đến rộng rãi hơn với cái tên Green Yuri nhờ tông màu xanh đặc trưng, đây là một bộ manga Nhật Bản do Arai Sumiko sáng tác và minh họa. Bộ truyện khởi đầu là một mẩu chuyện ngắn được đăng trên tài khoản Twitter của Arai từ tháng 7 đến tháng 9 năm 2021, sau đó bắt đầu được đăng đều đặn hàng tuần trên nền tảng này từ tháng 4 năm 2022, trước khi chính thức được đăng dài kỳ trên Pixiv Comic vào tháng 4 năm 2023. Kadokawa Shoten đã phát hành bản in của bộ truyện trong cùng tháng, với các chương truyện được tập hợp thành ba tập tankōbon tính đến tháng 2 năm 2025.
Một bản chuyển thể anime đã được công bố. Bộ truyện đã đạt được thành công cả về mặt phê bình lẫn thương mại, với nhiều nhà phê bình khen ngợi cốt truyện, phần hình ảnh và các nhân vật. Bộ truyện đã giành Giải thưởng Manga Tiềm năng của Next Manga Award năm 2023 ở hạng mục web manga.

## Cốt truyện
Oosawa Aya phải lòng một nhân viên tại cửa hàng đĩa nhạc mà cô thường lui tới, vì họ cùng chia sẻ niềm đam mê với nhạc rock. Tuy nhiên, Aya không hề hay biết rằng người nhân viên ấy chính là Koga Mitsuki, bạn cùng lớp với cô. Câu chuyện theo chân mối quan hệ đang chớm nở giữa Aya và Mitsuki khi họ cùng trải qua cuộc sống trong và ngoài trường học bên cạnh bạn bè, đồng thời dần nhận ra ý nghĩa to lớn của nhau trong cuộc đời mình.

## Nhân vật
Oosawa Aya (大沢 綾 Ōsawa Aya)
Lồng tiếng bởi: Kitō Akari (drama CD)
Một nữ sinh trung học theo phong cách gyaru, có niềm đam mê với nhạc rock. Tuy nhiên, cô không thể chia sẻ sở thích này với những người bạn thân nhất của mình, vì họ thích nhạc đương đại và cô lo sợ sẽ bị xa lánh. Không có hứng thú tình cảm với nam giới, cô tình cờ gặp Mitsuki khi bước vào một cửa hàng đĩa nhạc và dần phải lòng hình ảnh của Mitsuki khi làm việc tại đó. Aya tiếp tục thường xuyên đến cửa hàng vì họ có thể kết nối với nhau qua nhạc rock, mà không hề biết rằng Mitsuki thực chất là bạn cùng lớp với mình.
Koga Mitsuki (古賀 美月 Koga Mitsuki)
Lồng tiếng bởi: Ise Mariya (drama CD)
Một nữ sinh trung học mọt sách và là bạn cùng lớp với Aya, cũng có niềm đam mê với nhạc rock. Cô làm việc bán thời gian tại cửa hàng đĩa nhạc cùng với chú của mình. Để giữ kín danh tính khi làm việc, cô mặc quần áo unisex, đeo khẩu trang và dùng kính áp tròng thay cho kính cận và đồng phục học sinh, khiến cô bị nhầm là con trai. Aya và các bạn đã đặt biệt danh cho cô là Onii-san (おにーさん). Sau khi Aya phải lòng hình ảnh của cô tại nơi làm việc, Mitsuki tìm cách để Aya không nhận ra rằng đó là cùng một người với cô ở trường học. Mitsuki cũng bắt đầu học chơi guitar.
Joe (ジョー Jō)
Lồng tiếng bởi: Kenjiro Tsuda (drama CD)
Chú của Mitsuki, người quản lý cửa hàng đĩa nhạc và đóng vai trò như người giám hộ cũng như  cha mẹ đối với cô. Ông thường bày tỏ sự quan tâm đến tính cách hướng nội của cháu gái mình. Về sau, được tiết lộ rằng ông từng có mối quan hệ tình cảm với Kanna khi Mitsuki còn nhỏ, nhưng cả hai đã phải chia tay vì ông ưu tiên việc chăm sóc Mitsuki khi Kanna đề nghị cùng chuyển đến Los Angeles sinh sống.
Narita Megumu (成田 恵 Narita Megumu)
Lồng tiếng bởi: Hatanaka Tasuku (drama CD)
Một người bạn và bạn cùng lớp với Aya và Mitsuki, là người đầu tiên nhận ra điểm tương đồng giữa hình ảnh Mitsuki ở nơi làm việc và ở trường, từ đó kết nối được hai danh tính này. Cậu chủ động tạo cơ hội để Aya và Mitsuki tương tác, xích lại gần nhau và tránh những hiểu lầm trong mối quan hệ của họ.
Chizuru (ちづる)
Lồng tiếng bởi: Koga Erina (drama CD)
Một người bạn và bạn cùng lớp của Aya. Cô thường đưa ra lời khuyên cho Aya về cách tiếp cận người mà cô ấy thầm thích là Onii-san, mà không hề biết rằng Onii-san chính là Mitsuki, bạn cùng lớp của họ.
Mao (まお)
Lồng tiếng bởi: Hieda Nene (drama CD)
Một người bạn và bạn cùng lớp khác của Aya, luôn ủng hộ hết mình những nỗ lực của Aya trong việc tiếp cận Onii-san. Cô cũng được thể hiện là người rất thân thiện với mọi người, đặc biệt là với Mitsuki và Narita.
Kanna (カンナ)
Bạn gái cũ của Joe và là bạn của Mitsuki, cô đã chuyển đến Los Angeles để làm việc với vai trò stylist. Sau đó, cô trở về Nhật Bản và dành thời gian bên Joe và Mitsuki, dù vẫn còn cảm thấy tổn thương từ cuộc chia tay trước đó với Joe. Cô cũng đồng cảm và kết nối với Aya khi cả hai cùng chia sẻ những khó khăn trong chuyện tình cảm.
Hime (ひめ)
Một nữ sinh trung học khóa dưới của Aya và Mitsuki, đồng thời là con gái của một nhà sản xuất âm nhạc. Cô rất trân trọng và đánh giá cao khả năng sáng tác nhạc của Mitsuki.

## Sáng tác
Trong một cuộc phỏng vấn với Yokoi Shuko, Arai Sumiko chia sẻ rằng ý tưởng cho bộ truyện Người tôi để ý không phải con trai xuất phát từ việc cô bị thu hút bởi những câu chuyện về những người có hoàn cảnh khác nhau kết nối với nhau, và mong muốn kể một câu chuyện về các cô gái, trong một cuộc phỏng vấn khác với Anime News Network, cô cũng lưu ý rằng "truyền thông về việc phụ nữ yêu phụ nữ vốn dĩ đã độc đáo và đặc biệt". Để ý tưởng của mình có thể chạm đến độc giả quốc tế, cô đã vẽ những truyện ngắn không lời thoại và đăng lên Twitter. Một trong những truyện ngắn đó, được đăng trong khoảng tháng 7 đến tháng 9 năm 2021, đã trở thành nguồn cảm hứng cho bộ truyện này.
Khi xây dựng nhân vật Koga Mitsuki và Oosawa Aya, Arai chia sẻ rằng cô lấy cảm hứng từ mặt hướng nội và hướng ngoại của chính mình, đồng thời tham khảo thêm hai nhân vật Shelby Goodkind và Toni Shalifoe trong The Wilds, tạo ra một "cặp đôi đối lập hoàn toàn". Cô cũng tin rằng âm nhạc là một cách tuyệt vời để "tìm thấy cộng đồng", đồng thời cho biết mình lớn lên cùng với nhiều loại nhạc nước ngoài như Beck, The Beatles, và Half Moon Run.
Do Twitter chỉ cho phép đăng bốn hình ảnh mỗi tweet, nên mỗi chương truyện chỉ dài bốn trang. Vì vậy, những tương tác giữa Mitsuki và Aya phải được thể hiện một cách súc tích. Biên tập viên của bộ truyện chia sẻ rằng nét mặt của các nhân vật được vẽ rất chi tiết để độc giả có thể hiểu câu chuyện mà không cần lời thoại, điều này khiến bộ truyện trở nên dễ tiếp cận hơn với độc giả quốc tế trên Twitter. Màu vàng-xanh lá cây nổi bật trong những hình ảnh trắng đen được Arai cho biết là một bổ sung muộn trước khi đăng chương đầu tiên.

## Phương tiện truyền thông

### Manga
Được sáng tác và minh họa bởi Arai Sumiko, bộ truyện bắt đầu được đăng hàng tuần trên tài khoản Twitter của tác giả từ ngày 10 tháng 4 năm 2022; đồng thời cũng được đăng dài kỳ trên Pixiv Comic từ ngày 29 tháng 4 năm 2023. Kadokawa Shoten bắt đầu xuất bản bản in của bộ truyện trong cùng tháng, với các chương truyện được tập hợp thành ba tập tankōbon tính đến tháng 2 năm 2025.
Ngày 3 tháng 4 năm 2024, Arai thông báo rằng bộ truyện sẽ được phát hành chính thức bản tiếng Anh cùng với các bản phát hành quốc tế khác, và sau đó vào ngày 26 tháng 4, Yen Press công bố đã cấp phép bộ truyện để xuất bản tiếng Anh.
Bộ truyện được chính thức phát hành ở Việt Nam vào tháng 10 năm 2024. Tập đầu tiên được phát hành bởi IPM và Nhà xuất bản Hà Nội.

#### Tập truyện
| # | Phát hành tiếng Nhật                  | Phát hành tiếng Nhật | Phát hành tiếng Việt | Phát hành tiếng Việt |
| # | Ngày phát hành                        | ISBN                 | Ngày phát hành       | ISBN                 |
| --- | ------------------------------------- | -------------------- | -------------------- | -------------------- |
| 1 | 19 tháng 4 năm 2023                   | 978-4-04-681732-7    | 19 tháng 10 năm 2024 | 978-604-44-3113-0    |
| \| - "Rhythm A" - Chương 1. "Teen Spirit" - Chương 2. "Creep" \| - Chương 3. "Don't Stop" - "Rhythm B" \| |                                       |                      |                      |                      |
| - "Rhythm A" - Chương 1. "Teen Spirit" - Chương 2. "Creep"                                                | - Chương 3. "Don't Stop" - "Rhythm B" |                      |                      |                      |

### Anime
Một bản chuyển thể anime đã được Arai công bố trên tài khoản Twitter của cô và Kadokawa Shoten vào ngày 20 tháng 2 năm 2025, trùng với thời điểm phát hành tập thứ ba của bộ truyện.

### Khác
Universal Music Japan đã phát hành một danh sách phát nhạc chính thức gồm các bài hát mà Mitsuki và Aya nghe xuyên suốt bộ truyện, trùng với thời điểm phát hành tập đầu tiên. Danh sách này có sự góp mặt của các nghệ sĩ như Nirvana, Turnstile, Royal Blood, cùng nhiều nghệ sĩ khác. Playlist này được cập nhật định kỳ sau mỗi lần phát hành tập truyện tiếp theo. Arai cũng chia sẻ rằng một số bài hát trong danh sách này phản ánh sự tiến triển trong mối quan hệ giữa Mitsuki và Aya.
Một cửa hàng pop-up bán các sản phẩm liên quan đến bộ truyện đã được mở tại Ikebukuro từ ngày 15–24 tháng 9 và tại Nagoya từ ngày 30 tháng 9 đến 9 tháng 10 năm 2023.
Một CD drama chuyển thể đã được phát hành vào ngày 24 tháng 4 năm 2024.

## Đón nhận
Tập đầu tiên đã bán được 150.000 bản chỉ trong vòng một tuần sau khi phát hành. Tính đến tháng 9 năm 2023, bộ truyện đã có 200.000 bản in lưu hành.
Bộ truyện đã giành Giải thưởng Next Manga Award 2023 ở hạng mục web manga. Bộ truyện xếp hạng hai trong danh sách “Book of the Year” do tạp chí Da Vinci bình chọn. Bộ truyện cũng xếp hạng hai trong danh sách Kono Manga ga Sugoi! năm 2024 của Takarajimasha dành cho độc giả nữ. Ngoài ra, bộ truyện cũng được đề cử tại Giải American Manga Awards lần thứ hai do Japan Society và Anime NYC tổ chức, ở hạng mục Manga mới xuất sắc nhất năm 2025.
Một nhà phê bình của Animate Times đã khen ngợi phần hình ảnh, đặc biệt là cách sử dụng màu sắc, cũng như nhịp độ phát triển câu chuyện. Tachibana Momo từ Real Sound khen ngợi các nhân vật chính và sự tương tác giữa họ, miêu tả là gần gũi và dễ đồng cảm. Erica Friedman nhận xét rằng tuy câu chuyện không phải là lần đầu tiên xuất hiện, nhưng cách triển khai tốt hơn nhiều bộ truyện tương tự. Cô cũng đánh giá cao phần hình ảnh, đặc biệt là việc sử dụng màu đen, trắng và xanh lá.